# Сейнт Джоузеф (окръг, Индиана)
Окръг Сейнт Джоузеф (на английски: St. Joseph County в превод Свети Йосиф) е окръг в щата Индиана, Съединени американски щати. Площта му е 1194 km², а населението е 272 912 души (1 април 2020). Административен център е град Саут Бенд.